# Vimperk
Vimperk (německy Winterberg) je historické město a druhé nejvýznamnější středisko okresu Prachatice v Jihočeském kraji, 25 km jihozápadně od Strakonic, na úpatí Boubína na Šumavě. Žije zde přibližně 7 400 obyvatel.
Město patrně vzniklo na Zlaté stezce, po které se do Čech dopravovala sůl. Je zde zámek, gotický kostel, svérázné svažité náměstí s městskou věží a zachovalé části městských hradeb. Historické jádro města je městskou památkovou zónou.
Vimperk je výchozím bodem pro velkou část turistických výprav na Šumavu. Pro výrobu zde mívaly hlavní význam oděvní, polygrafické, sklářské ale hlavně dřevozpracující závody. Dnes je to především omezená tradiční polygrafická výroba, výroba měřicích přístrojů, kabelů a další menší závody.
Na severozápadním okraji města leží místní část Vimperk II, kde je zámek a městské centrum. Historická část leží na skalnatém ostrohu nad řekou Volyňkou, která ji chránila z jihu. Na severní straně je rovnoběžné údolí (dnes Pivovarská ulice), které město odděluje od zámku. Centrum tvoří silně svažité velké náměstí s radnicí, městskou věží a kostelem, dále malé náměstí, které je neoficiálním centrem, síť ulic kolem Pivovarské ulice a městský park.

## Název
Mniši stavěli osady a pojmenovali je podle svých dřívějších domovů (Winterberg).[zdroj?] Český název vznikl zkomolením názvu německého. Antonín Profous původ názvu města vysvětluje tak, že se jedná o místo chladné; připomíná, že název Winterberg znamená v překladu Zimní hora.

## Historie
Město vzniklo jako kolonizační osada, nad níž v letech 1251–1260 vybudoval Purkart z Janovic hrad. Zakladatelem hradu byl pravděpodobně panovník. Zvíkovský purkrabí Purkart z Janovic, který je v roce 1264 uváděn s přídomkem z Vimperka, mohl být purkrabím i na Vimperku, který později od krále získal do manství nebo do vlastního majetku. Osadu roku 1423 vypálili husité, v roce 1479 ji král Vladislav Jagellonský povýšil na město, které si pak postavilo mohutné hradby, zčásti dosud zachované. Od konce 13. do 17. století bylo město cílovou stanicí jedné ze tří větví Zlaté stezky, po níž se do Čech z Pasova dopravovala sůl. Stezka vstupovala do města brankou blízko horního (západního) konce náměstí (dnešní ulice Zlatá stezka). Z tohoto obchodu město zbohatlo a prosperovalo do roku 1637, kdy Ferdinand II. zakázal, aby se sůl z Rakouska dopravovala přes Bavorsko. Tím město ztratilo na významu a obchod se solí se přesunul do Českých Budějovic. Od roku 1395 patřilo město Kaplířům ze Sulevic a od roku 1494 Malovcům z Chýnova. Malovcové Vimperk ztratili svou účastí na protihabsburském povstání v roce 1547.

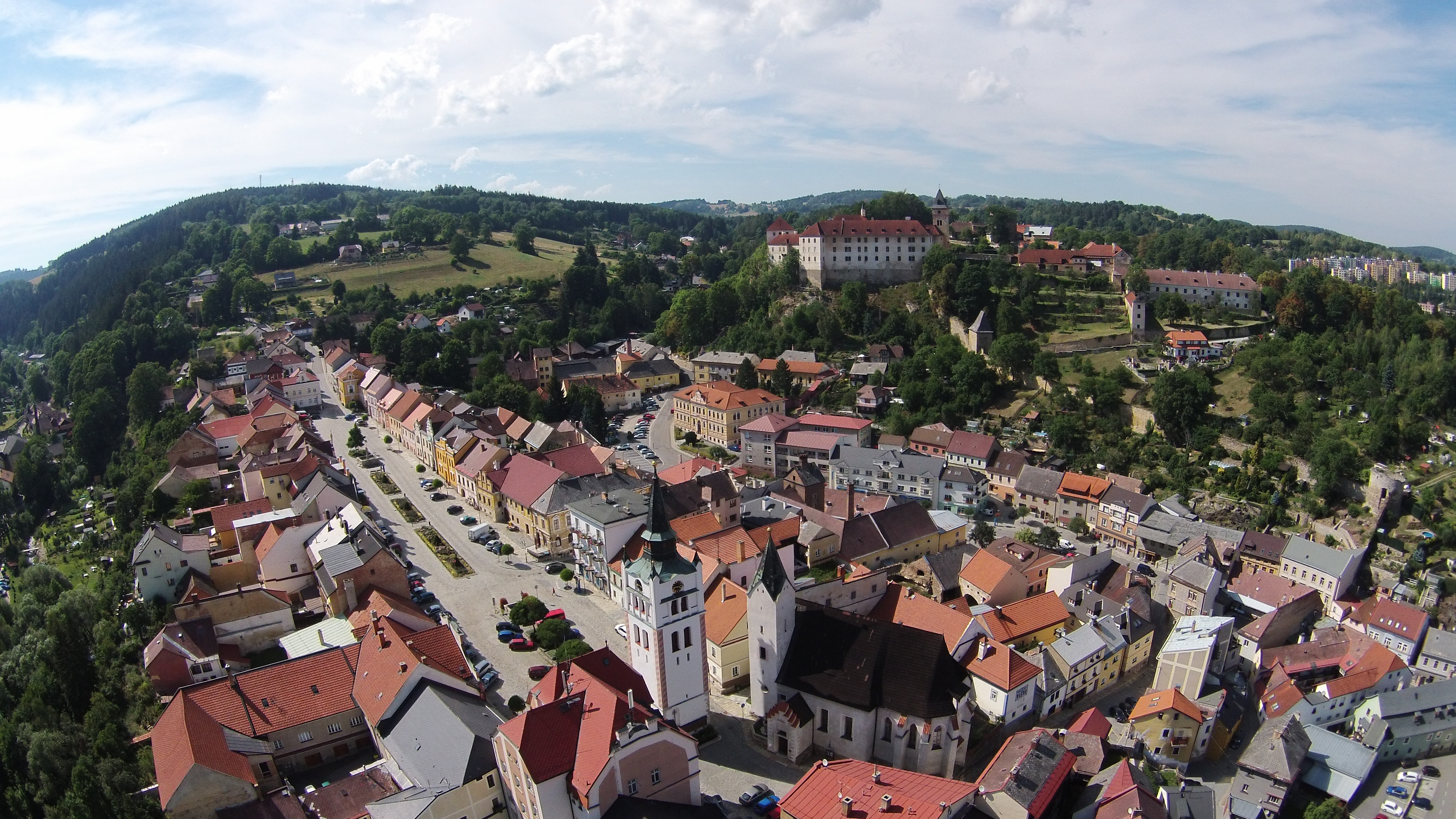
Pohled na historické město

Roku 1484 pracoval ve Vimperku pasovský tiskař Johann Alacraw, takže Vimperk je po Plzni patrně druhým českým městem, kde se tiskly knihy. Dva z jeho latinských tisků jsou vystaveny v muzeu na zámku. Od roku 1563 patřil Vimperk Vilémovi z Rožmberka, od roku 1630 Eggenbergům a od roku 1798 až do vyvlastňování ve 20. století patřilo rodu Schwarzenbergů (tzv. Hlubocké větve). Roku 1855 založil zde Jan Steinbrener tiskárnu, která se zabývala hlavně tiskem modlitebních knih, kalendářů a později i dětských knih. Roku 1930 vytiskla přes 34 milionů kalendářů, přes 96 milionů modlitebních knih v mnoha jazycích a proslavila se zejména tiskem miniaturních bibliofilských knížek a Koránů. V současné době je objekt tiskáren z velké části opraven a nachází se v něm Penzion Volyňka. Nakladatelství J. Steinbrenner bylo po roce 1945 přeneseno do hornorakouského města Schärdingu.
Roku 1900 měl Vimperk 314 domů, 464 obyvatel, kteří při sčítaní uvedli za svou řeč češtinu a 4225, kteří uvedli jako svou řeč němčinu. V roce 1930 mělo město 4823 obyvatel, z toho 1185 Čechů. Roku 1904 velká část města vyhořela a domy na náměstí dostaly novou podobu.
Od 25. června 1912 do vypuknutí první světové války byla provozována pravidelná autobusová linka na trase Pasov – Kunžvart – Vimperk. Jen během června až srpna 1912 bylo tímto spojem přepraveno 3700 osob.
Ve 20. století se město silně rozrostlo severovýchodním i jihovýchodním směrem, vznikl nový průmysl a velká kasárna. Rozvoj automobilismu ve druhé polovině století si vyžádal silniční průtah centrem města, silnice I/4 však historické město objíždí z jihu, údolím Volyňky.

## Přírodní poměry
Klima je chladné a mírné, klasifikované jako vlhké kontinentální podnebí. Průměrná roční teplota ve Vimperku je 6,1 °C. Průměrný roční úhrn srážek dosahuje 940 milimetrů.

### Podnebí
| Vimperk – podnebí                     | Vimperk – podnebí | Vimperk – podnebí | Vimperk – podnebí | Vimperk – podnebí | Vimperk – podnebí | Vimperk – podnebí | Vimperk – podnebí | Vimperk – podnebí | Vimperk – podnebí | Vimperk – podnebí | Vimperk – podnebí | Vimperk – podnebí | Vimperk – podnebí |
| Období                                | leden             | únor              | březen            | duben             | květen            | červen            | červenec          | srpen             | září              | říjen             | listopad          | prosinec          | rok               |
| ------------------------------------- | ----------------- | ----------------- | ----------------- | ----------------- | ----------------- | ----------------- | ----------------- | ----------------- | ----------------- | ----------------- | ----------------- | ----------------- | ----------------- |
| Průměrné denní maximum [°C]           | −0,7              | 0,8               | 6,1               | 11,1              | 16,3              | 19,3              | 21                | 20,6              | 16,9              | 11,2              | 4,4               | 0,7               | 10,6              |
| Průměrné denní minimum [°C]           | −7                | −6,6              | −2                | −3                | 0,6               | 5,1               | 8,4               | 10,1              | 9,8               | 6,6               | 2,4               | −1,4              | 1,9               |
| Dní s deštěm                          | 2                 | 4                 | 3                 | 4                 | 6                 | 3                 | 2                 | 2                 | 4                 | 4                 | 4                 | 6                 | 44                |
| Zdroj: climate-data.org listopad 2019 |                   |                   |                   |                   |                   |                   |                   |                   |                   |                   |                   |                   |                   |

## Obyvatelstvo

### Vývoj počtu obyvatel
| Rok            | 1869  | 1880  | 1890  | 1900  | 1910  | 1921  | 1930  | 1950  | 1961  | 1970  | 1980  | 1991  | 2001  | 2011  | 2021  |
| -------------- | ----- | ----- | ----- | ----- | ----- | ----- | ----- | ----- | ----- | ----- | ----- | ----- | ----- | ----- | ----- |
| Počet obyvatel | 6 656 | 7 224 | 7 751 | 8 320 | 8 768 | 8 172 | 8 674 | 5 288 | 6 073 | 6 657 | 7 257 | 8 090 | 8 281 | 7 487 | 7 185 |
| Počet domů     | 615   | 682   | 707   | 757   | 780   | 802   | 912   | 858   | 719   | 719   | 768   | 802   | 964   | 1 080 | 1 156 |

## Městská správa a politika

### Části města
- Arnoštka
- Bořanovice
- Boubská
- Cejsice
- Hrabice
- Klášterec
- Korkusova Huť
- Křesanov
- Lipka
- Michlova Huť
- Modlenice
- Pravětín
- Skláře
- Solná Lhota
- Sudslavice
- U Sloupů
- Veselka
- Vimperk I
- Vimperk II
- Vimperk III
- Vnarovy
- Výškovice

### Členství ve sdruženích
- Evropský region Dunaj-Vltava
- Euroregion Šumava

### Městské symboly
Vlajka byla městu udělena rozhodnutím předsedy Poslanecké sněmovny Parlamentu České republiky dne 19. ledna 2007.

## Hospodářství
Území kraje mělo vždy spíše rekreační charakter než charakter průmyslové oblasti.

### Zemědělství a ostatní prvovýroba
- Zemědělství a lesnictví
- Zahradnictví
- Pstruhařství

### Průmysl
- Rohde & Schwarz
- OV Media
- KH Střechy
- Vimperská masna (zastavila výrobu 2017)
- Strojírna Vimperk
- Sklárna Meyr’s Neffe (1816–1922)

### Služby

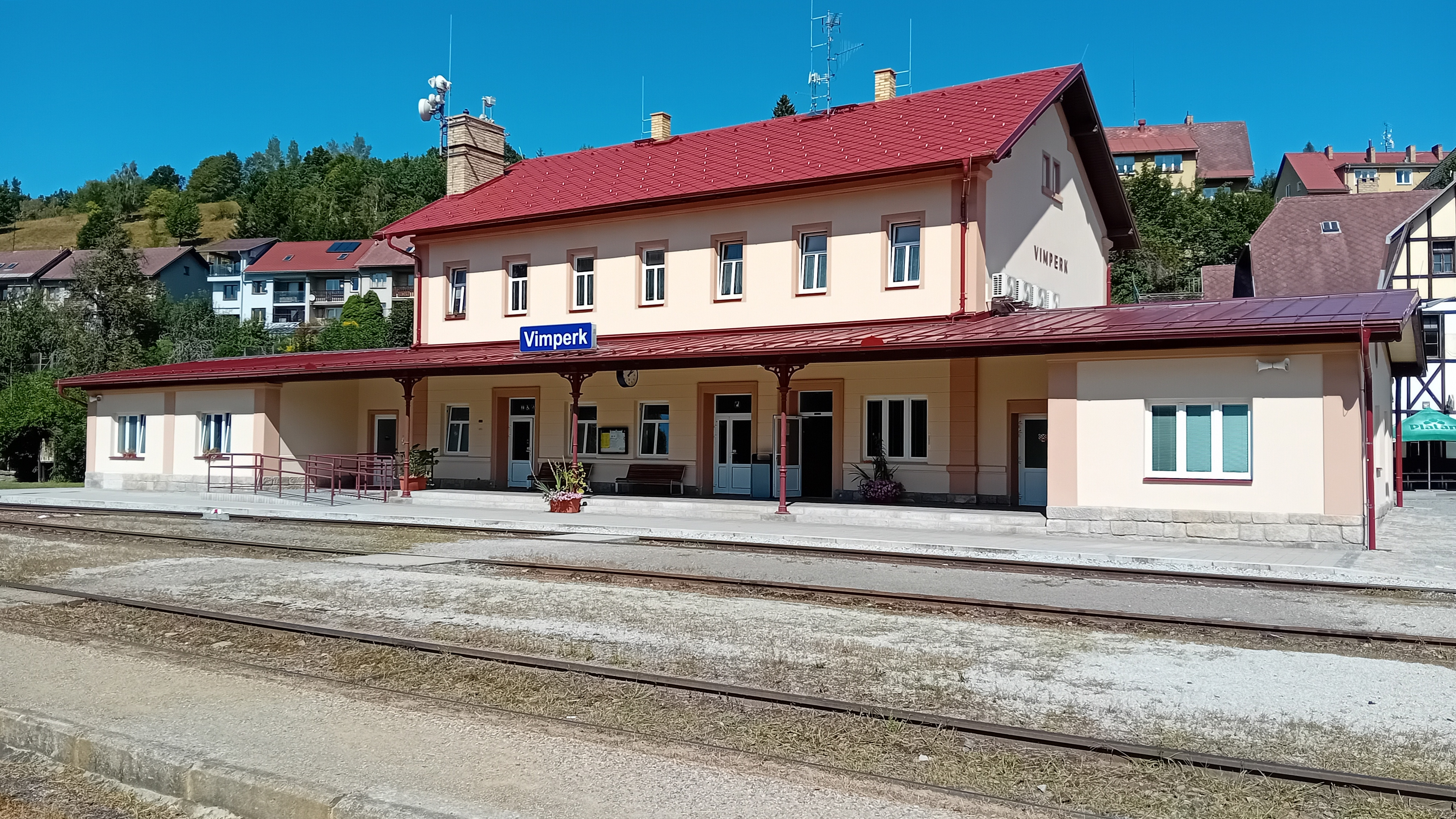
Železniční stanice Vimperk

- Nemocnice Penta Hospitals
- Správa Národního parku Šumava
- Lesy České republiky
- Turistické informační středisko

## Doprava
Město leží na železniční trati Strakonice–Volary. Železniční stanice Vimperk stojí ve východní části města a zastávka Vimperk zastávka západně od města. Přes Vimperk vede průtahem státní silnice I/4 z Prahy do Pasova, která se blízko nádraží kříží se silnicí II/145. Blízko je také autobusové nádraží s přímými spoji do Prachatic, Strakonic, Kašperských Hor, Českých Budějovic, do Prahy a dalších měst.

## Společnost

### Školství
- Základní a mateřské školy
- Střední škola
- Školní restaurace
- Základní umělecká škola
- Všeobecné a sportovní gymnázium

### Kultura
- Městské kulturní středisko, Johnova 226
- Areál letní scény 49°3′23″ s. š., 13°46′26″ v. d.

### Sport
- Zimní stadion 49°3′21″ s. š., 13°46′47″ v. d.
- Sportovní a rekreační areál Vodník
- Areál letních sportů 49°3′30″ s. š., 13°46′52″ v. d.
- Fotbalový stadion
- Koupaliště
- HC Vimperk
- Šumavan Vimperk

### Festivaly
- Majáles Vimperk
- Vimperský Frňák
- Dny evropského dědictví
- NaturVision Vimperk

## Pamětihodnosti
- Zámek, původně hrad, přestavěný v 16. a 17. století, v současnosti Národní kulturní památka. Roku 2009 prošel rozsáhlým zkoumáním archeologů a památkářů. V současnosti funguje především jako muzeum. Vzniknout by zde mělo mezinárodní Environmentální vzdělávací centrum.
- Kostel Navštívení P. Marie je nepravidelné gotické trojlodí s jednou věží, původně ze 13. století, přestavěn 1365 a v 16. století znovu zaklenuta loď jednoduchou síťovou klenbou. Barokně byl kostel upraven v 18. století. Na hlavním oltáři z roku 1702 je také kamenná gotická socha Madony (kolem 1400), dřevěná Vimperská madona (kolem 1420) je v Národní galerii a v kostele je řada cenných barokních obrazů. Po stranách hlavního oltáře jsou dvě velké vitráže z konce 19. století, vytvořené Janem Zachariášem Quastem pro světovou výstavu ve Vídní a poté věnované kostelu. Jsou to obrazy Ježíše a Panny Marie bohatě zdobené rostlinnými a architektonickými prvky.
- Městská zvonice z doby kolem 1500 s gotickým portálem a sgrafity, upravená roku 1909.
- Stará radnice, barokní stavba s ozdobným průčelím.
- Hřbitovní kostel svatého Bartoloměje ze 13. století má cenné nástěnné malby z druhé poloviny 15. století. Vnější vzhled byl upraven v 19. století.
- Zbytky hradeb, zejména v západní části, se sedmi zachovanými baštami a Černou branou na cestě do zámku.[11]
- Přírodní rezervace Radost
- Památné stromy:
  - Lípa na Výsluní
  - Lípa u Brantlova dvora I
  - Lípa u Brantlova dvora II
- Naučné stezky v okolí Vimperka Chalupská slať, Pravětínský okruh, Sudslavická stezka, Povydří, Boubínský prales, Medvědí stezka, Jezerní slať, Mařský vrch – kamenné moře.
- Křížová cesta

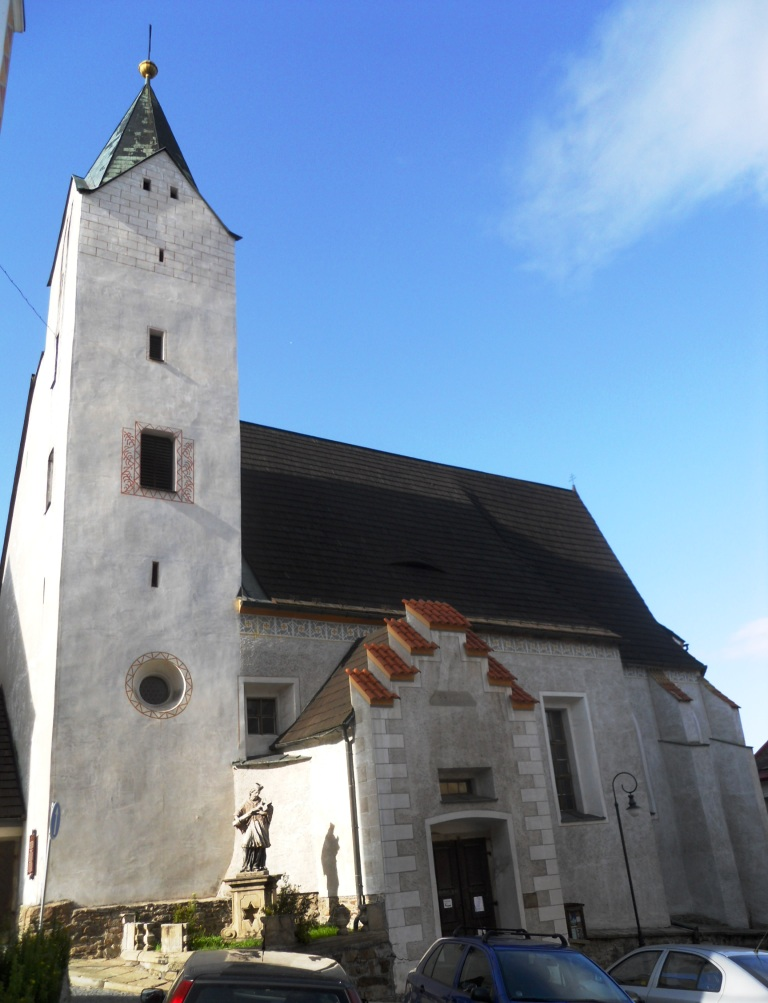
Kostel P. Marie
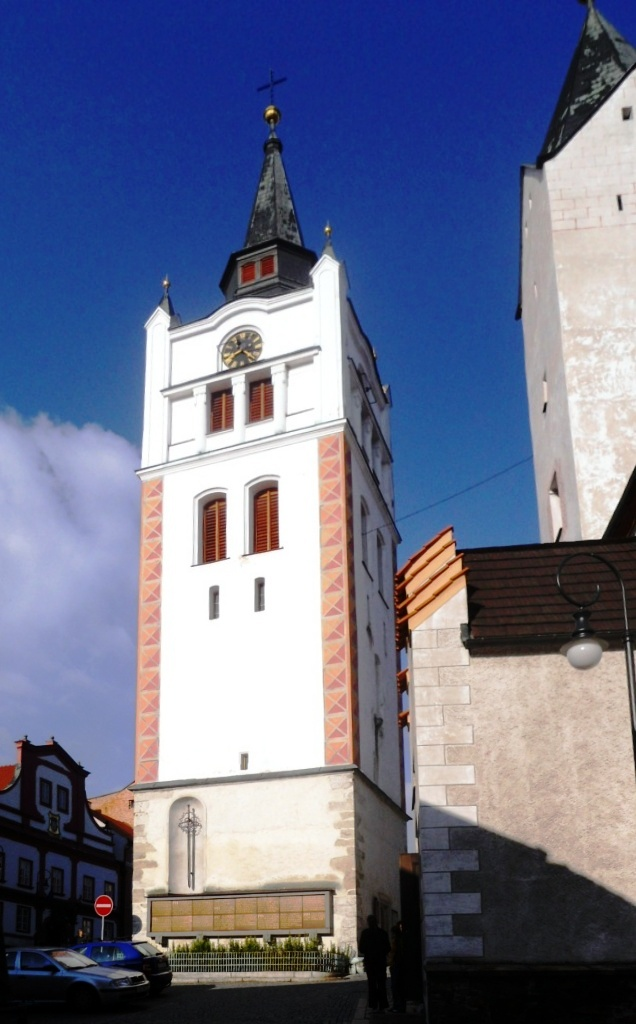
Městská věž
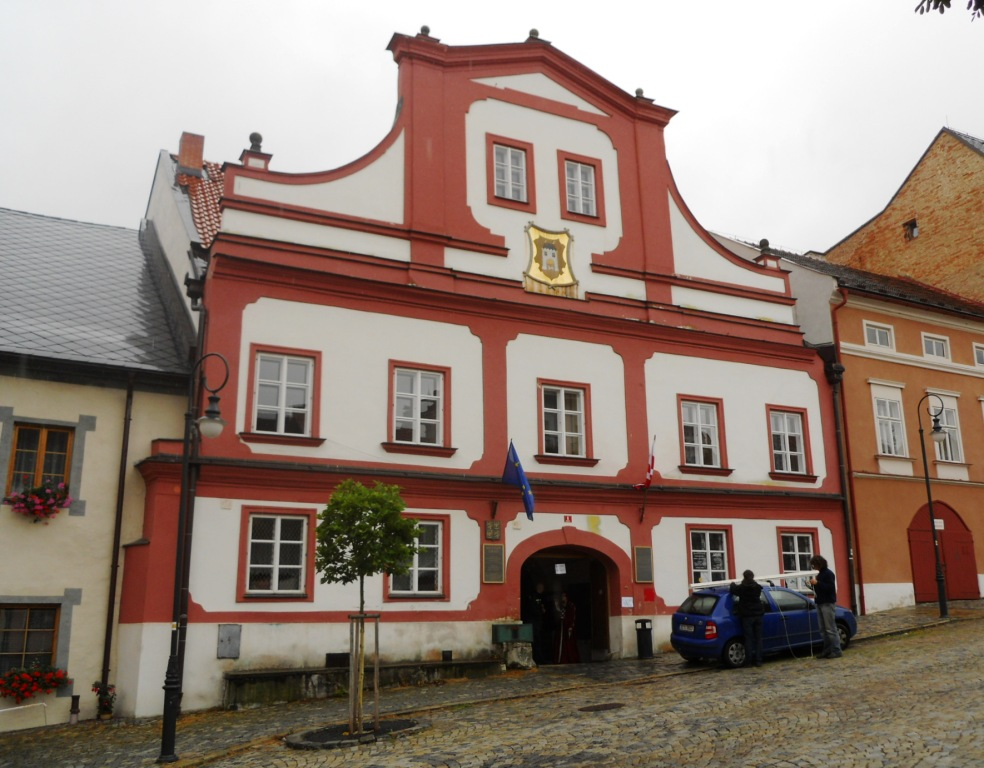
Stará radnice
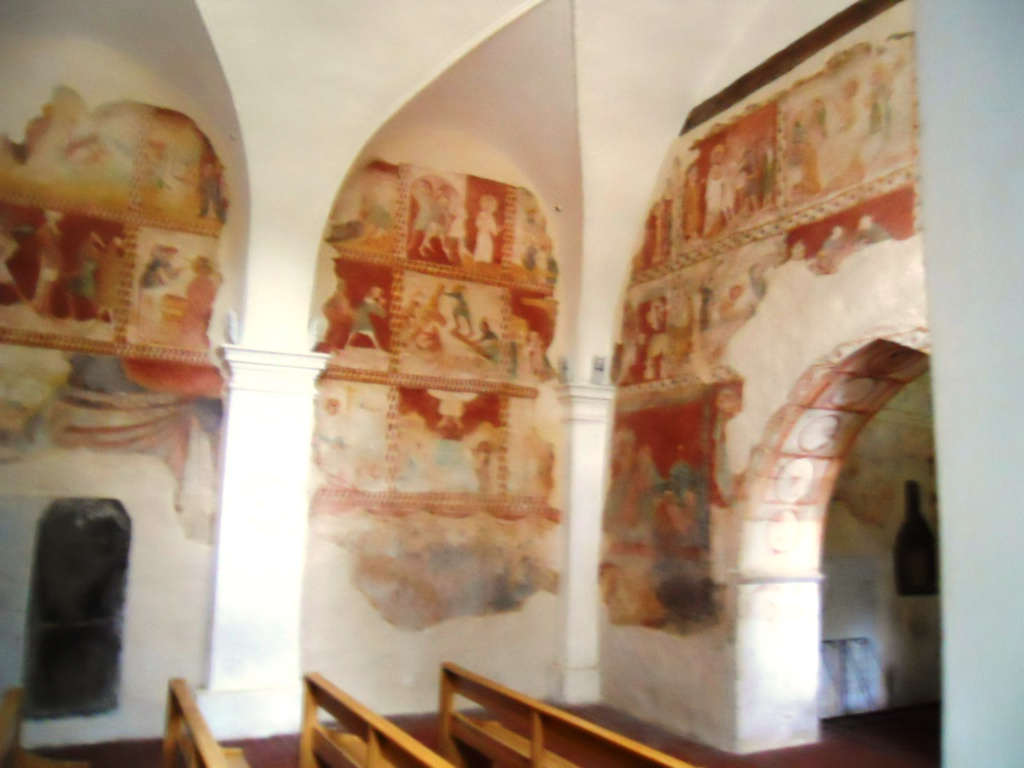
Kostel sv. Bartoloměje, fresky
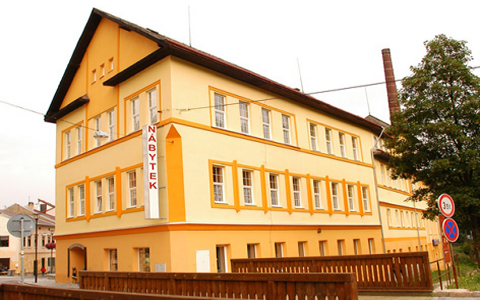
Objekt bývalých tiskáren
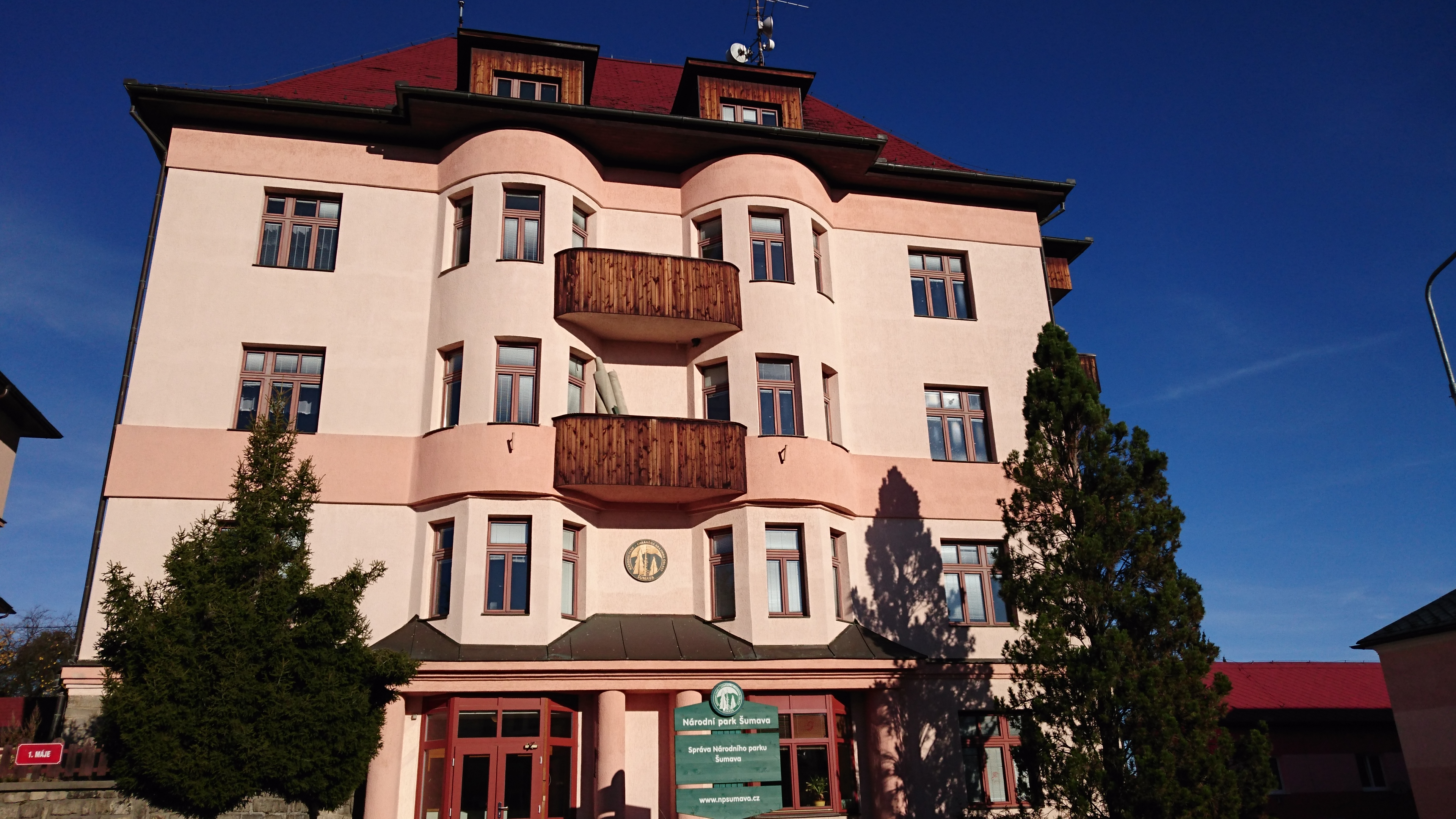
Správa NP Šumava
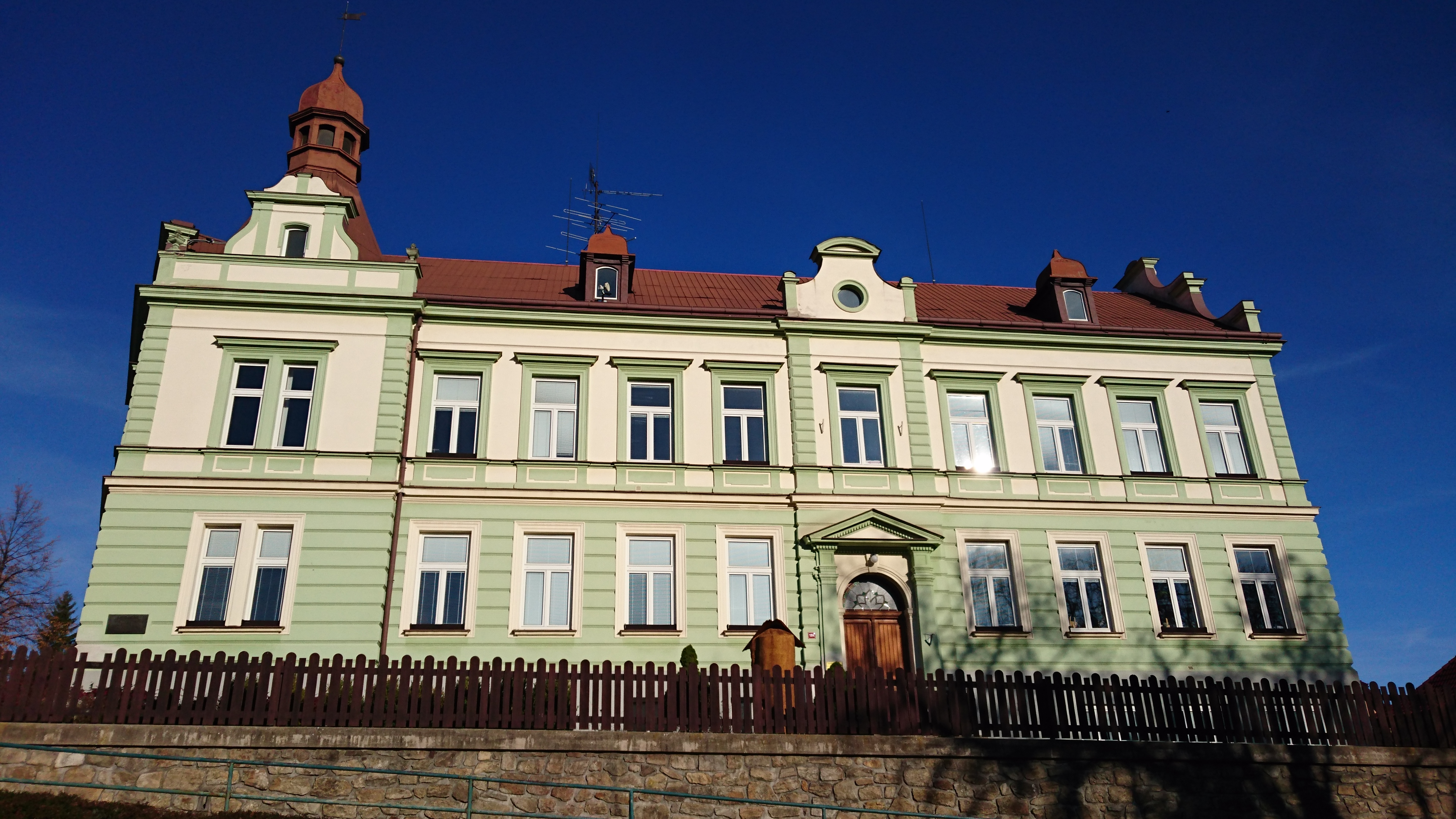
Městská knihovna
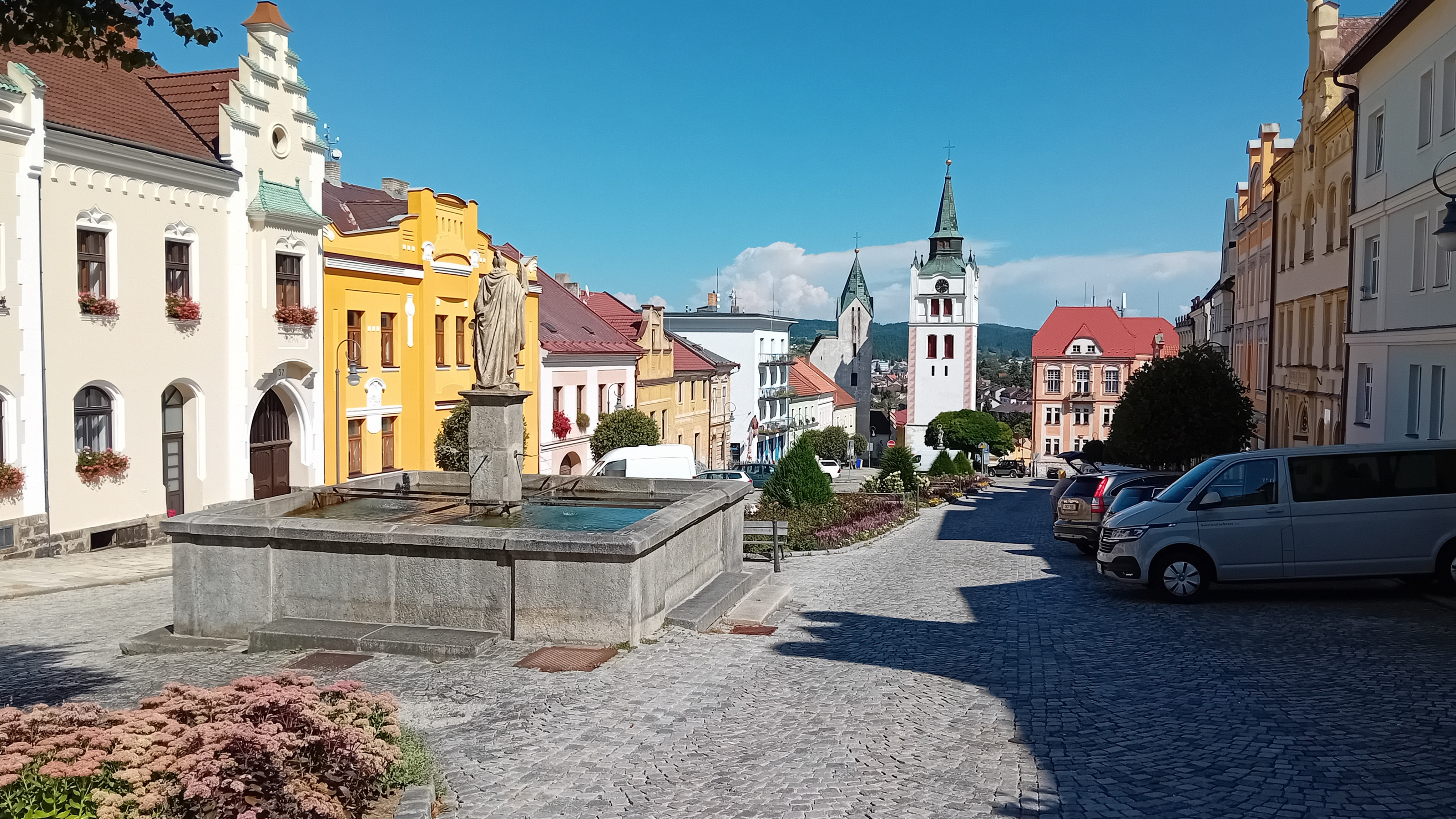
Náměstí

## Osobnosti
- Adam František ze Schwarzenbergu (1680–1732), majitel panství
- František von Waldek (1833–1912), podnikatel
- Jan Steinbrener (1835–1909), zakladatel tiskárny, knihkupec a vydavatel.
- Felix Pohl (1878–1961), starosta Vimperka, fotograf
- Karl Schwamberger (1878–1937), politik
- Jiří Teml (* 1935), hudební skladatel
- Iveta Toušlová (* 1968), novinářka, publicistka a televizní a rozhlasová moderátorka.
- Radovan Suchánek (* 1972), soudce Ústavního soudu
- Stanislav Mistr (* 1962), sbormistr, dirigent

## Galerie

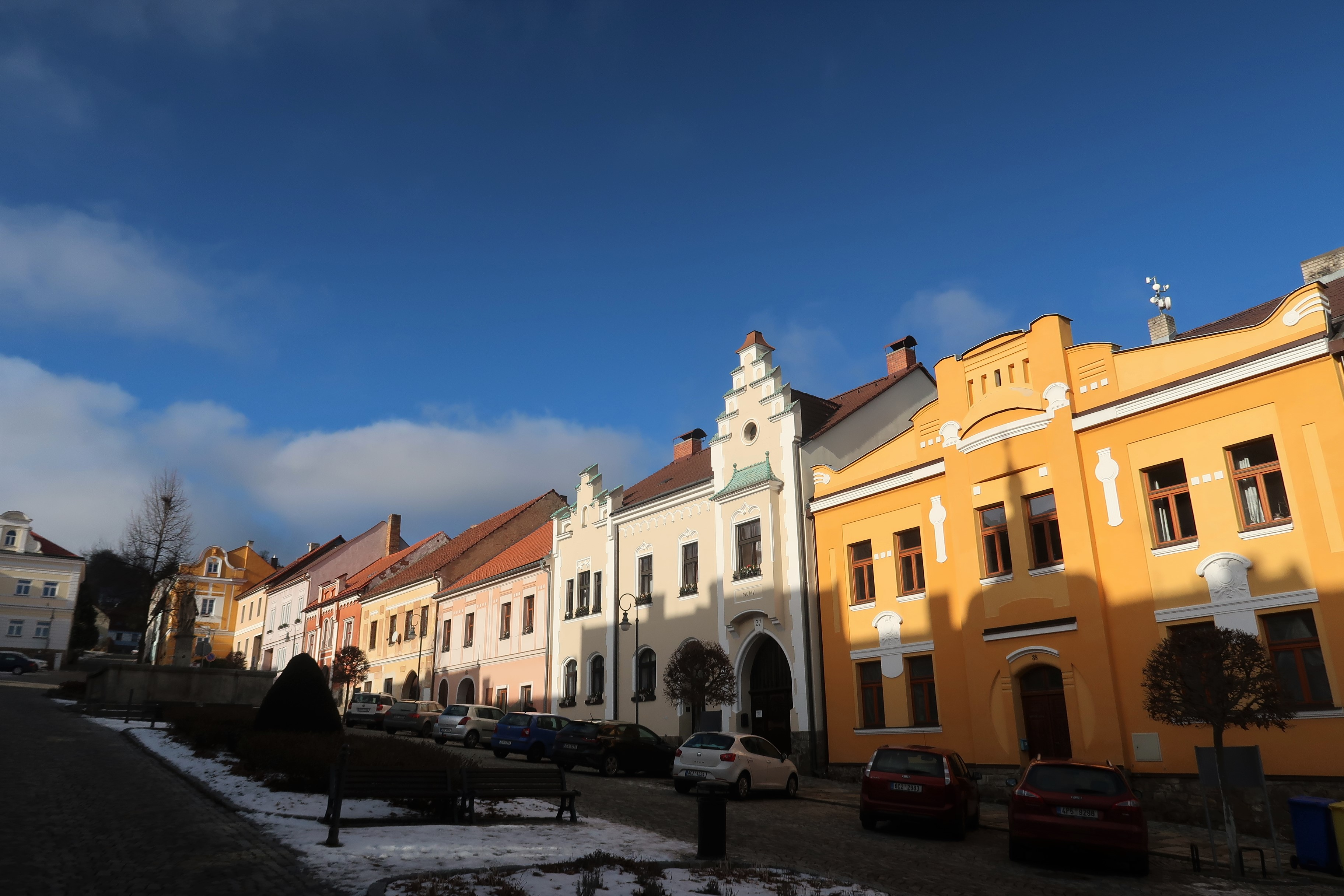
Náměstí Svobody, severní strana
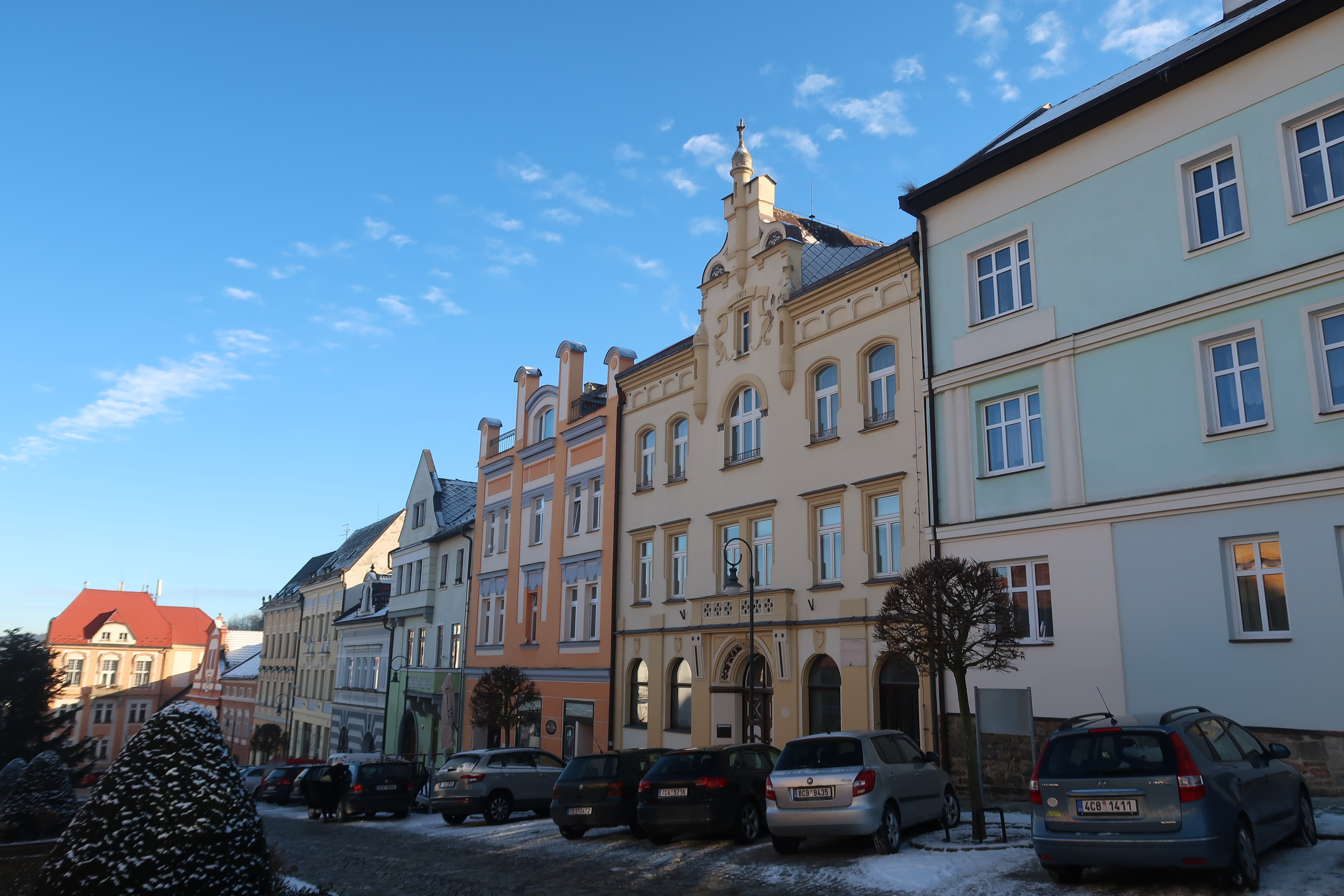
Náměstí Svobody, jižní strana
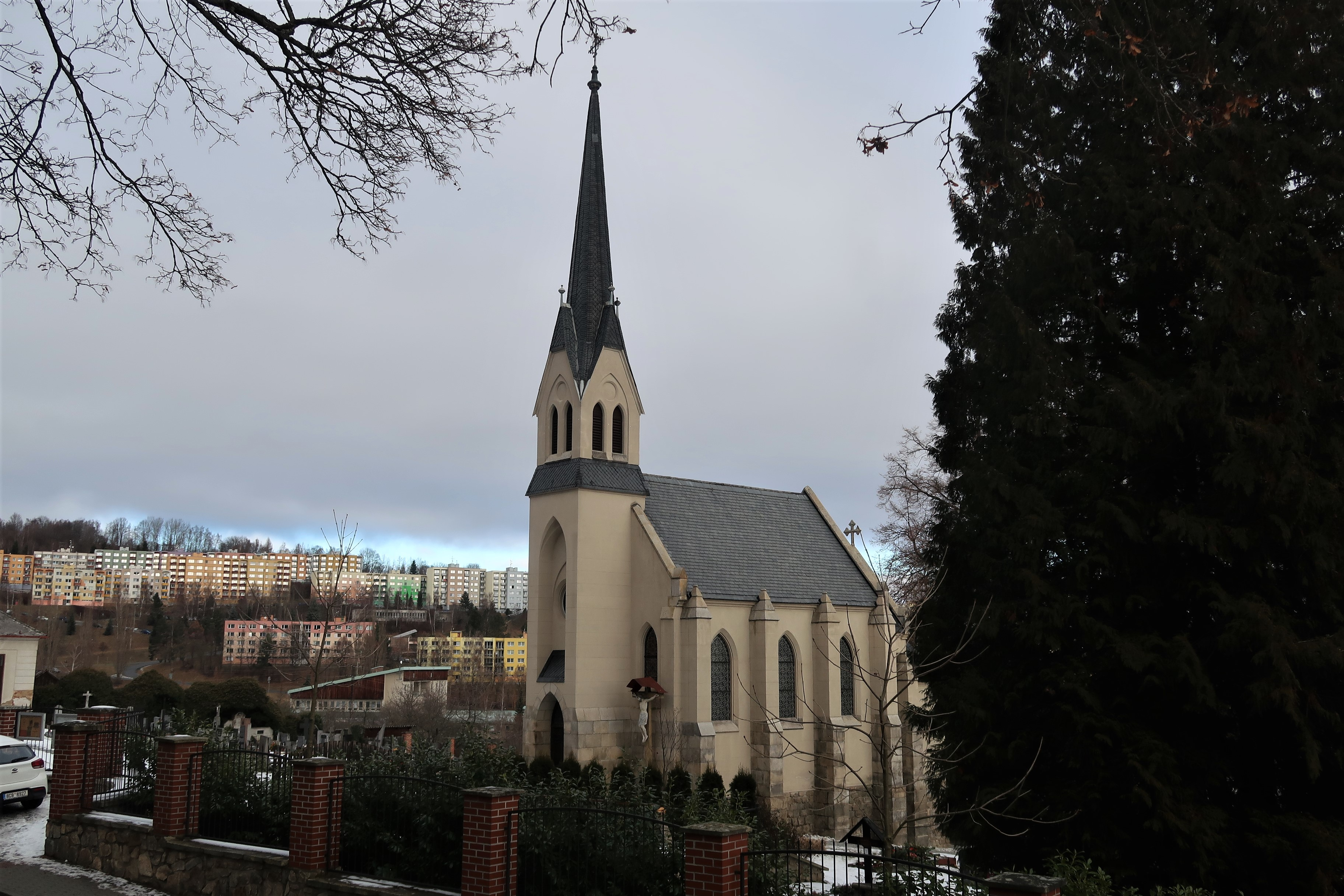
Kostel Nejsvětějšího Srdce Páně na novém hřbitově
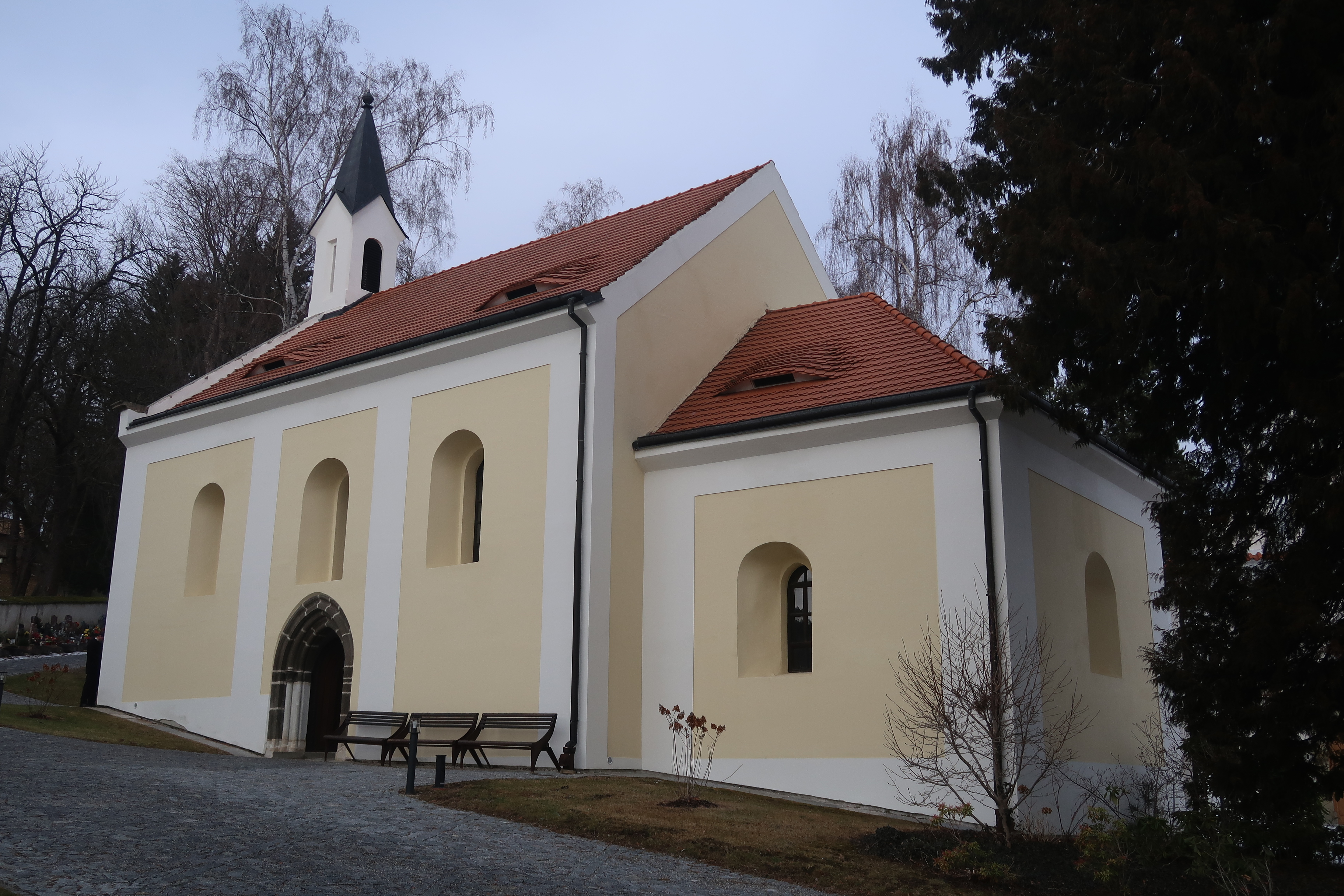
Kostel sv. Bartoloměje na starém hřbitově
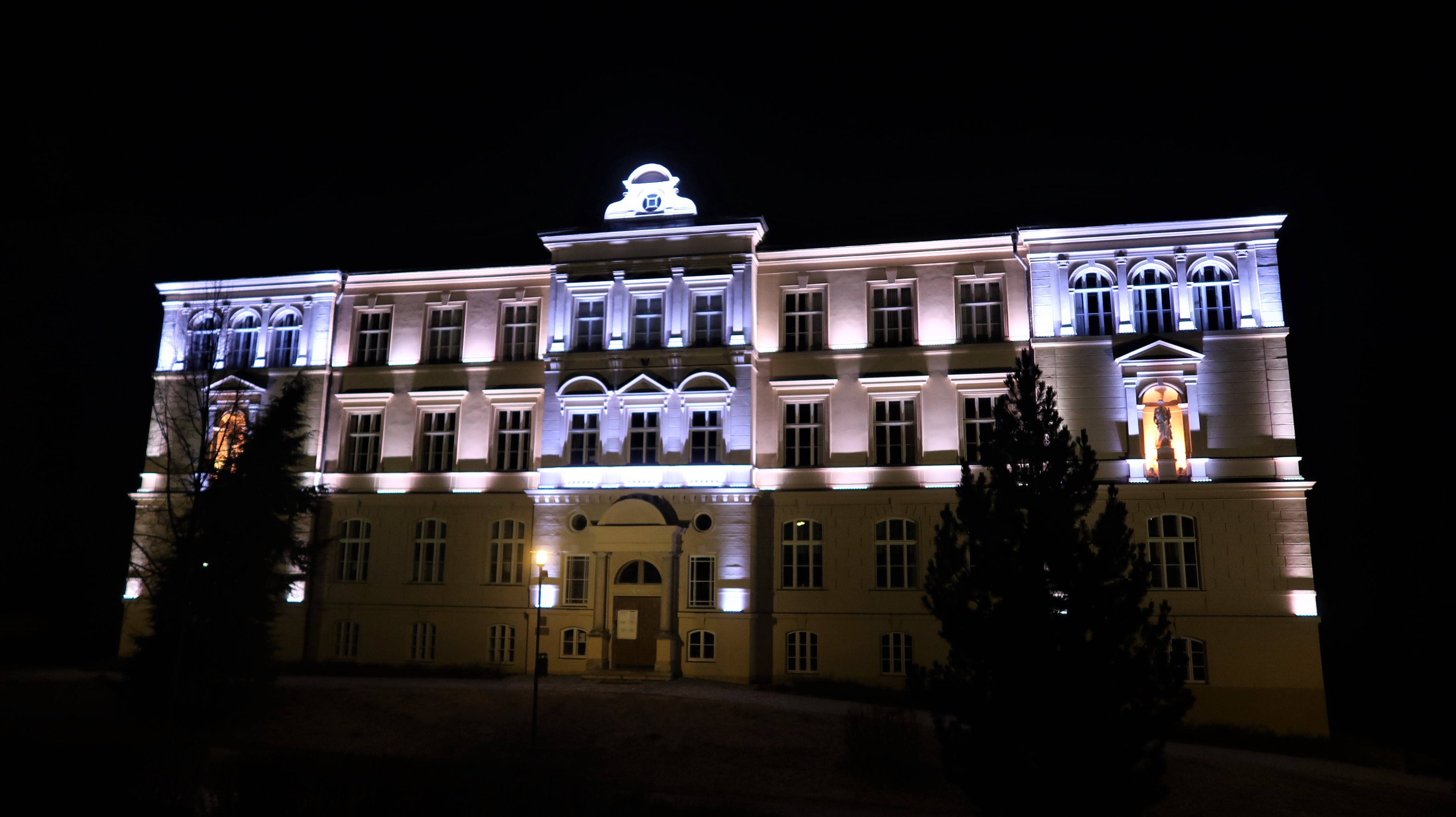
Základní škola T. G. Masaryka v ulici 1. máje
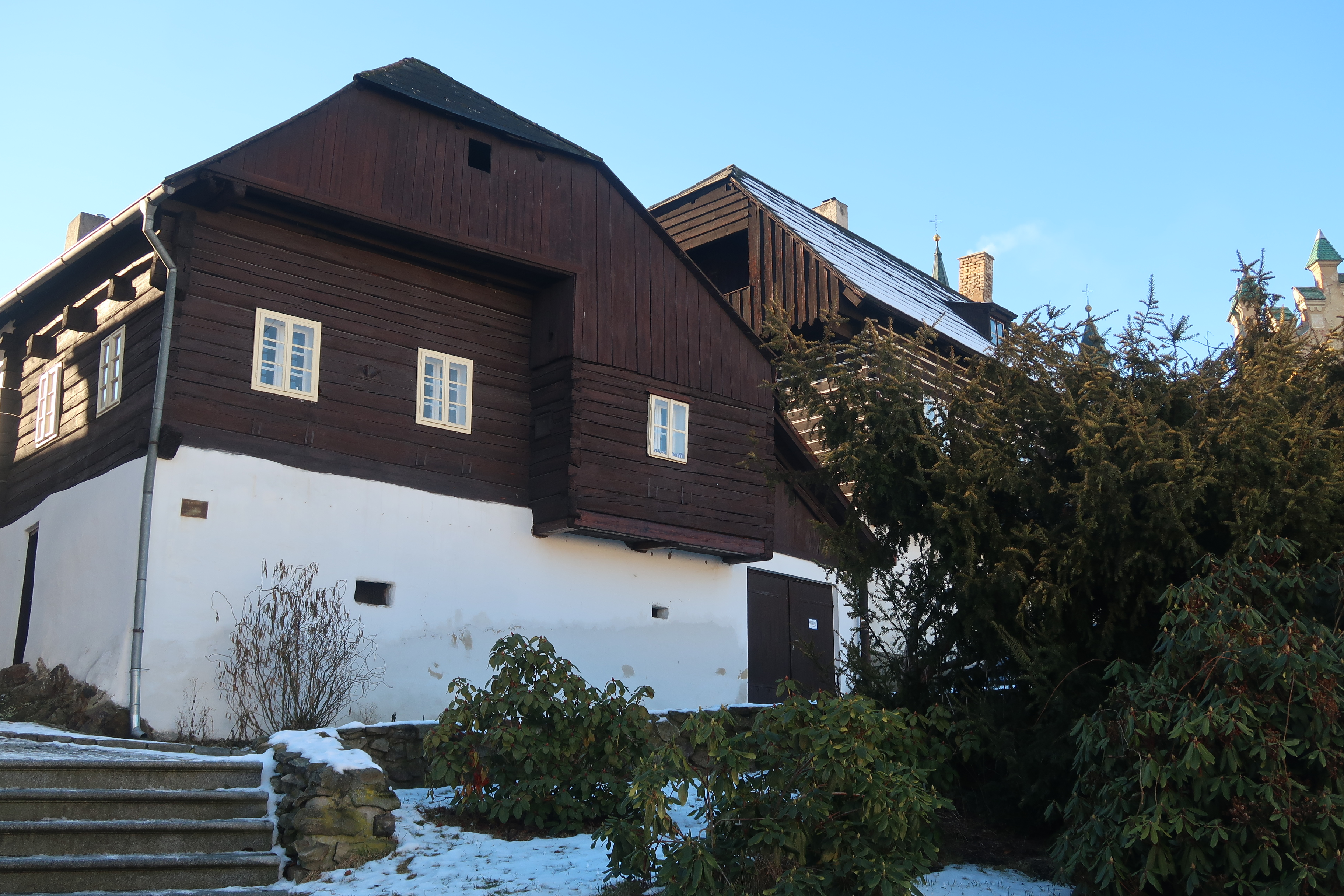
Srubové domy v Inocencově ulici
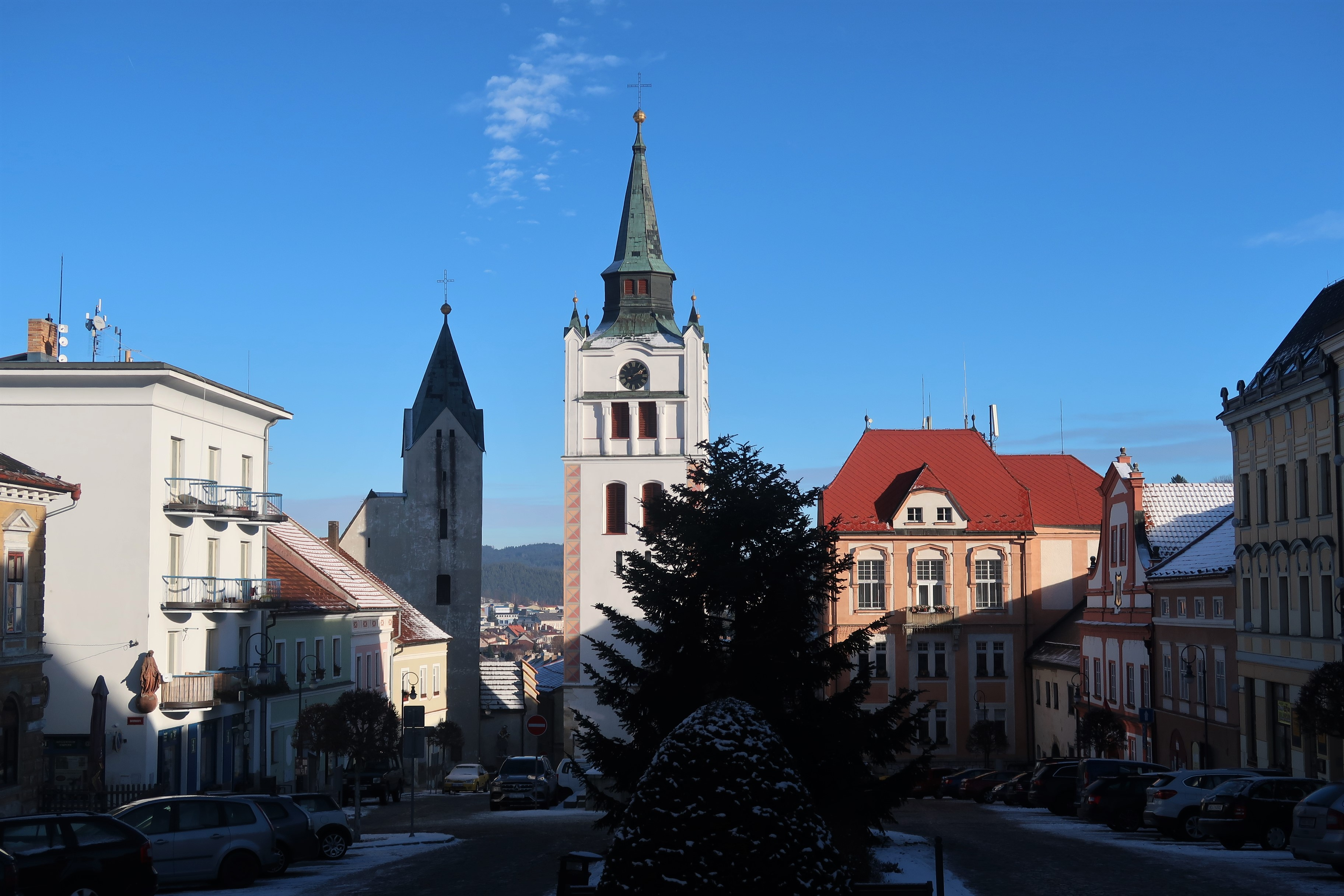
Náměstí Svobody, jižní část s věží kostela Navštívení Panny Marie, zvonicí a radnicí
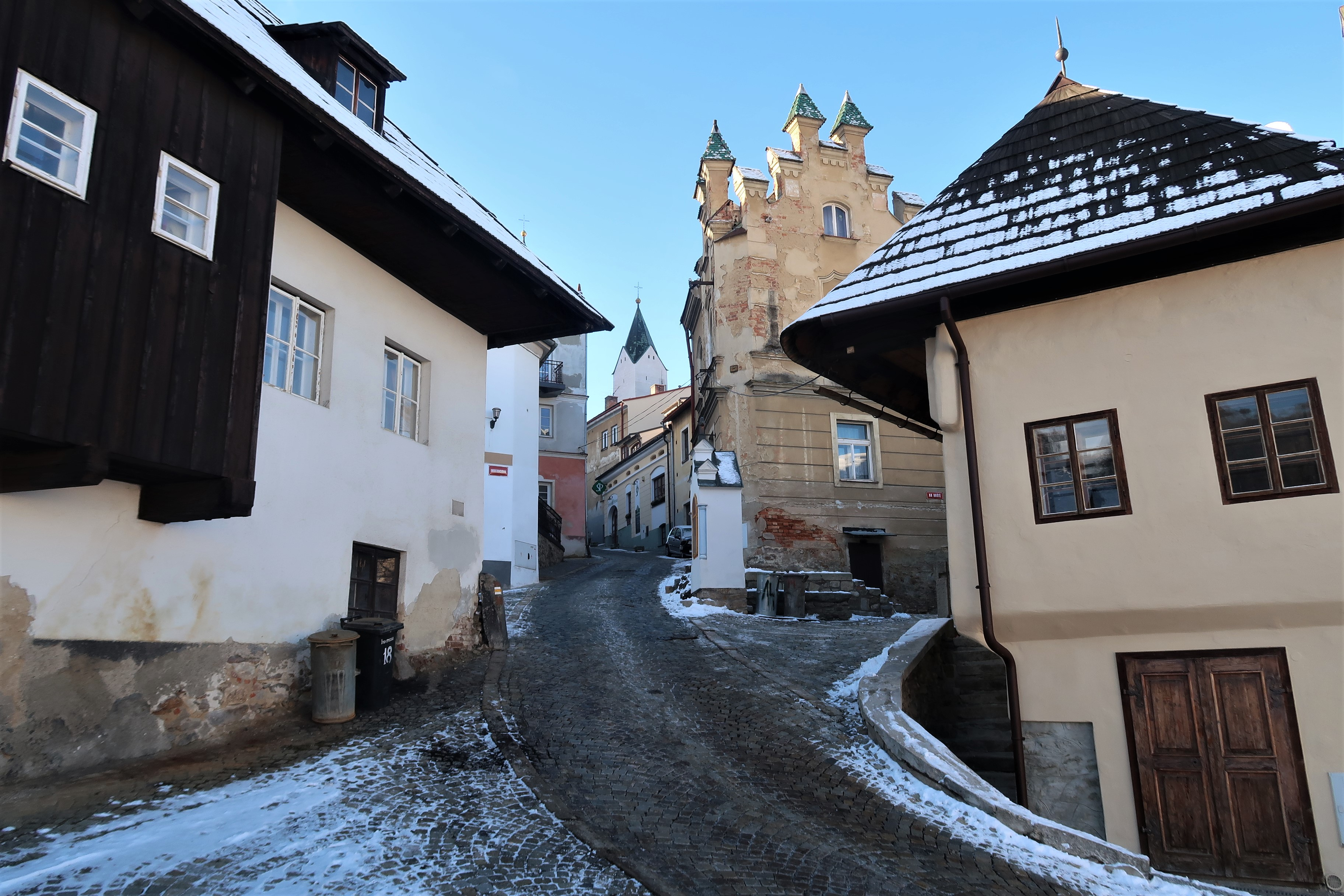
Steinbrennerova ulice
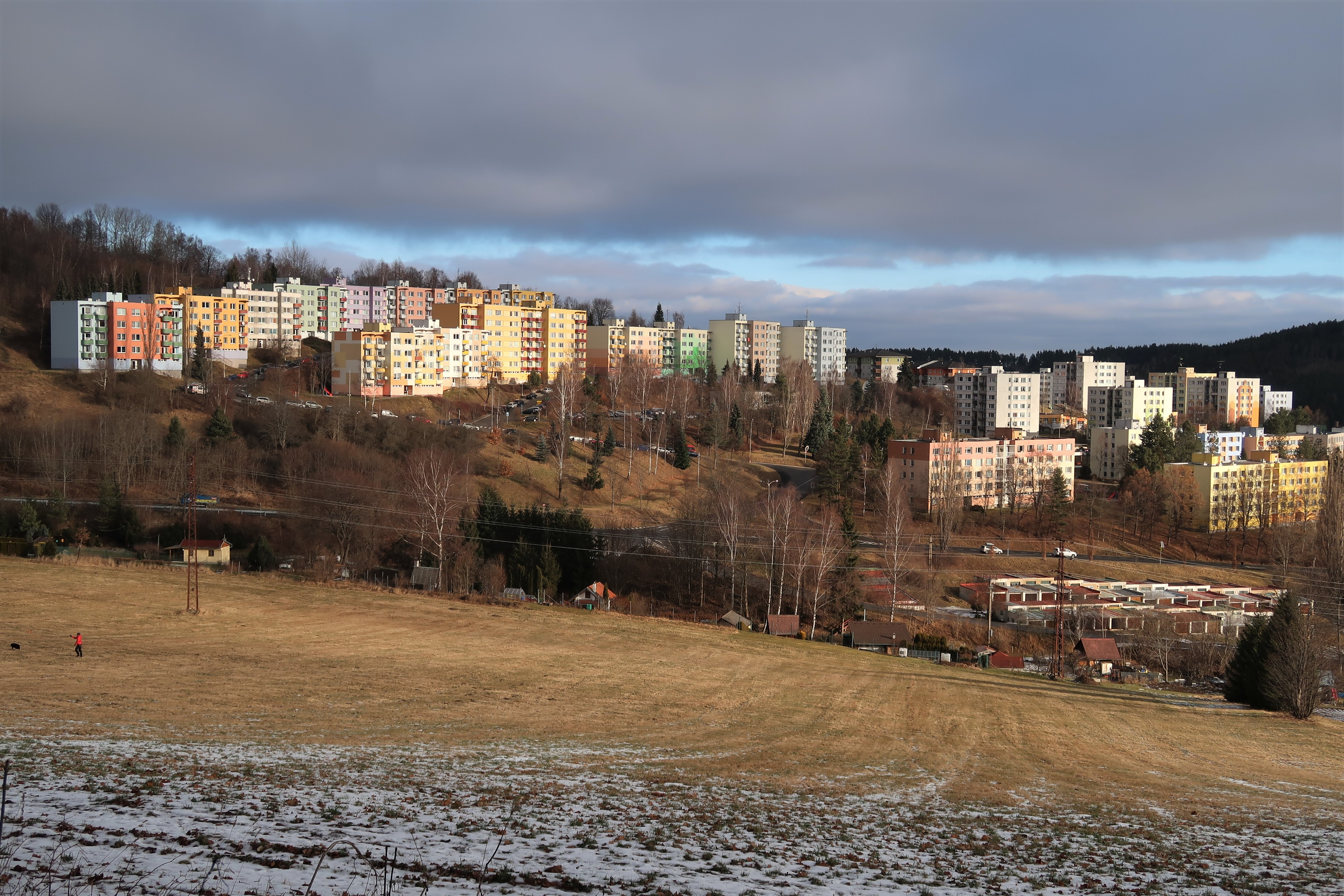
Sídliště v severní části města
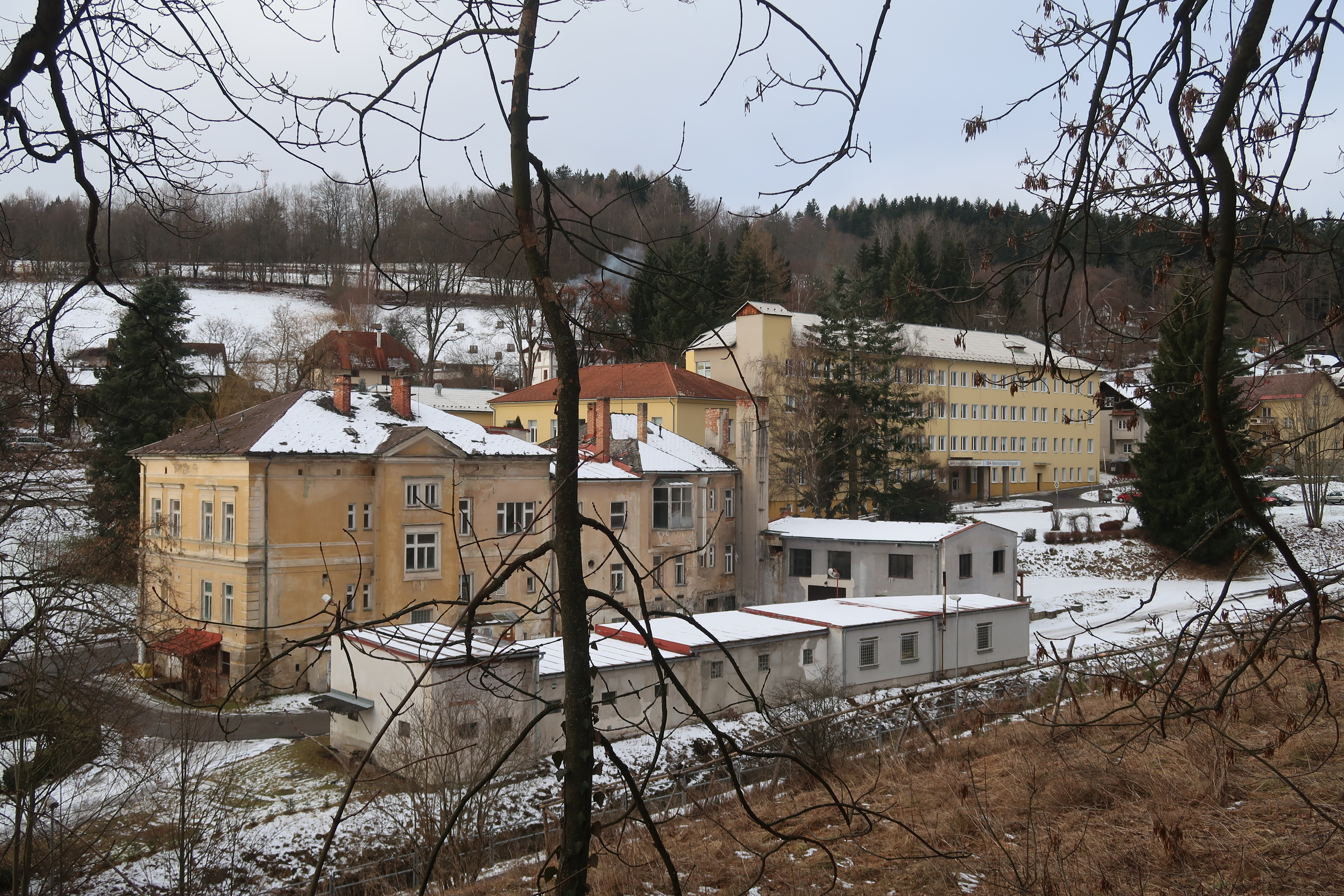
Nemocnice
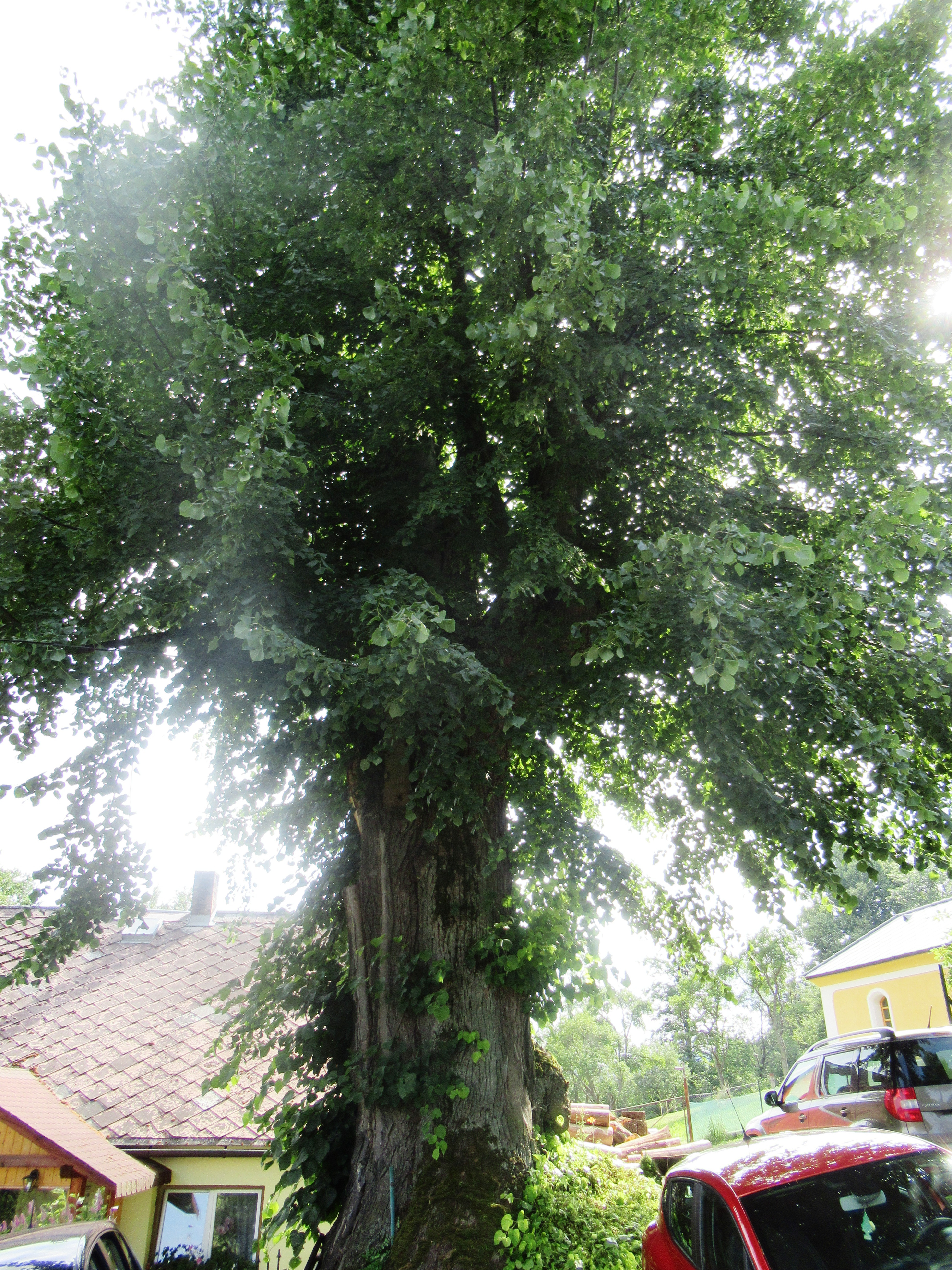
Lípa u Brantlova dvora I
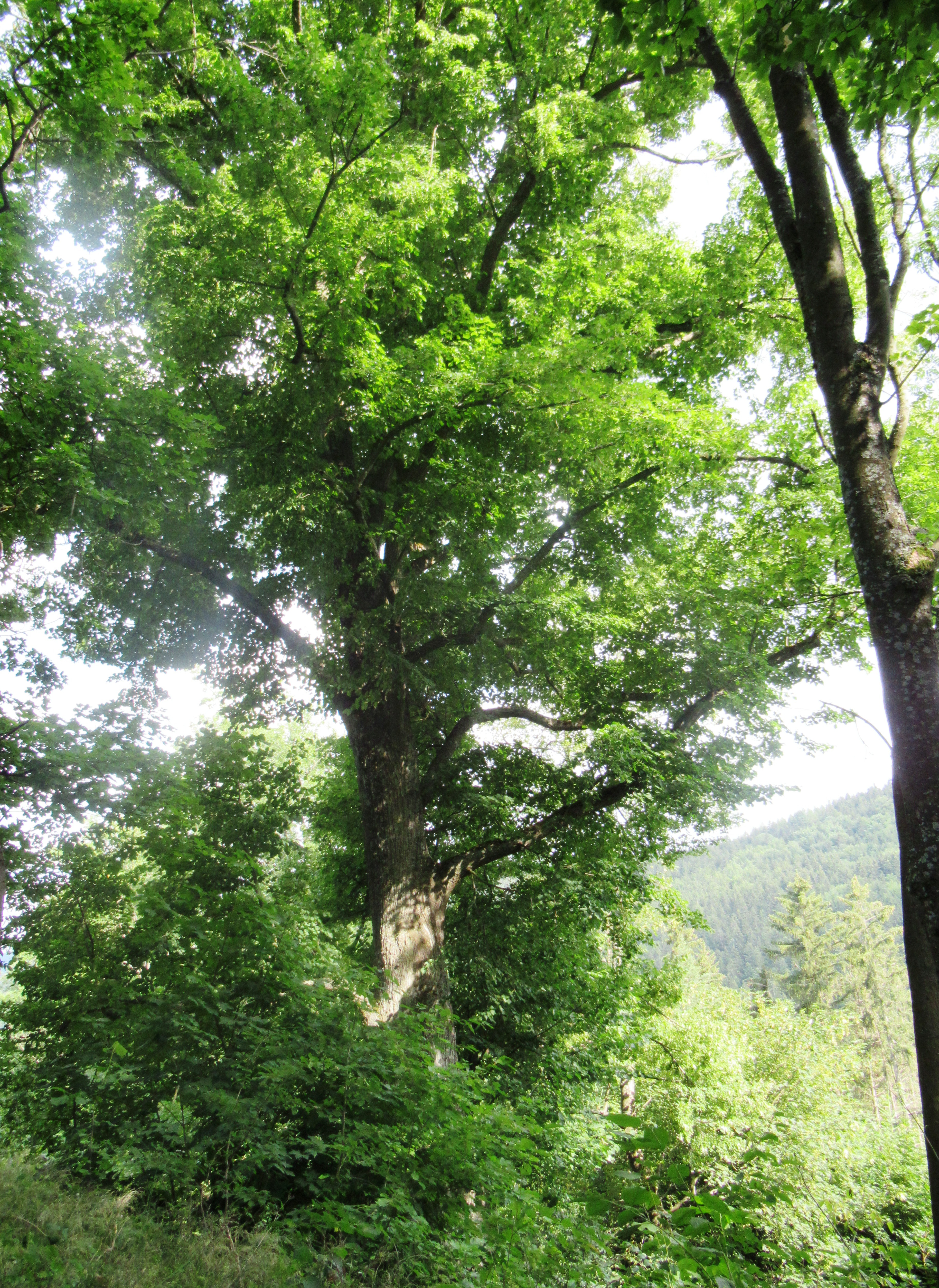
Lípa u Brantlova dvora II
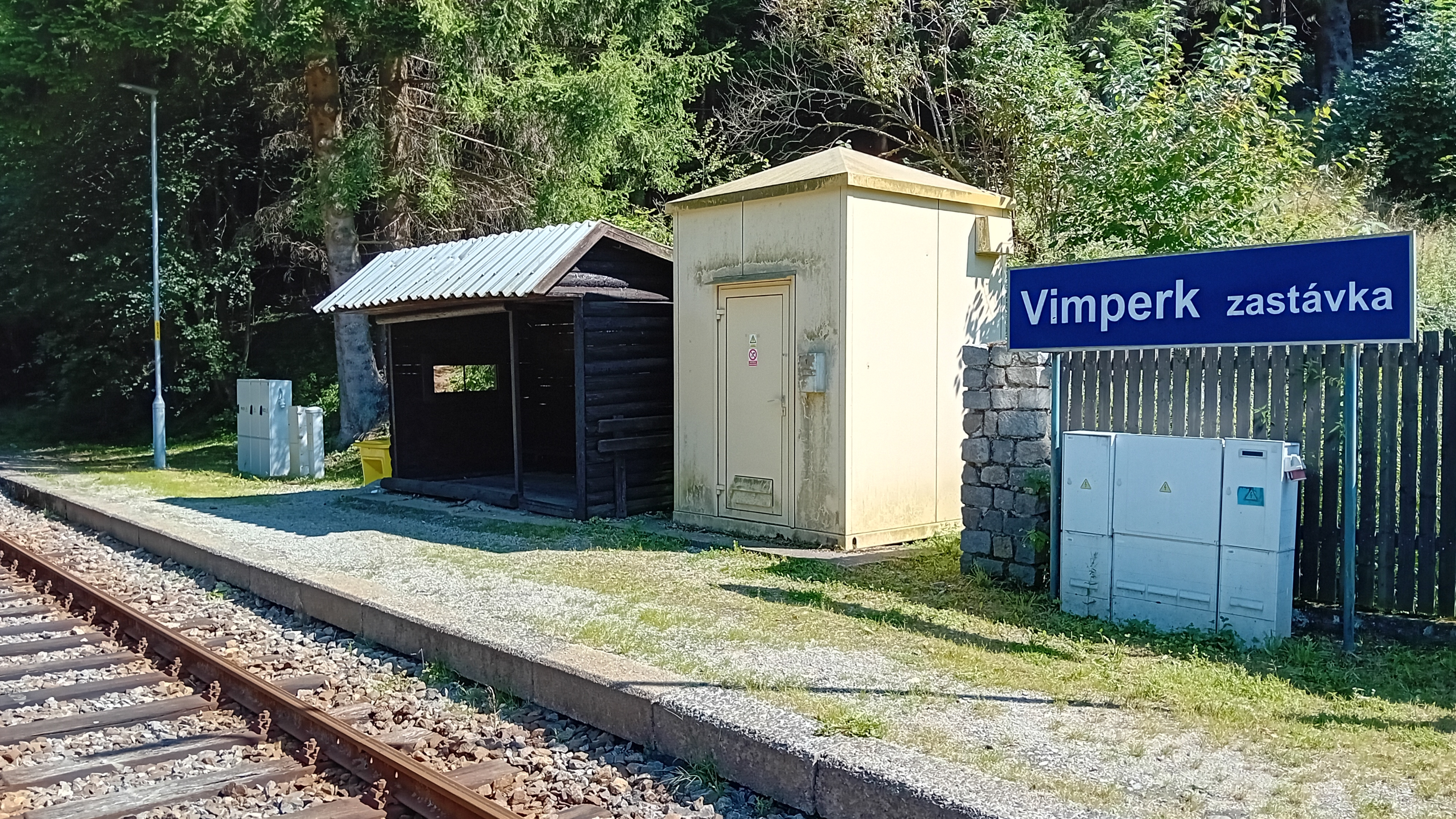
Železniční zastávka
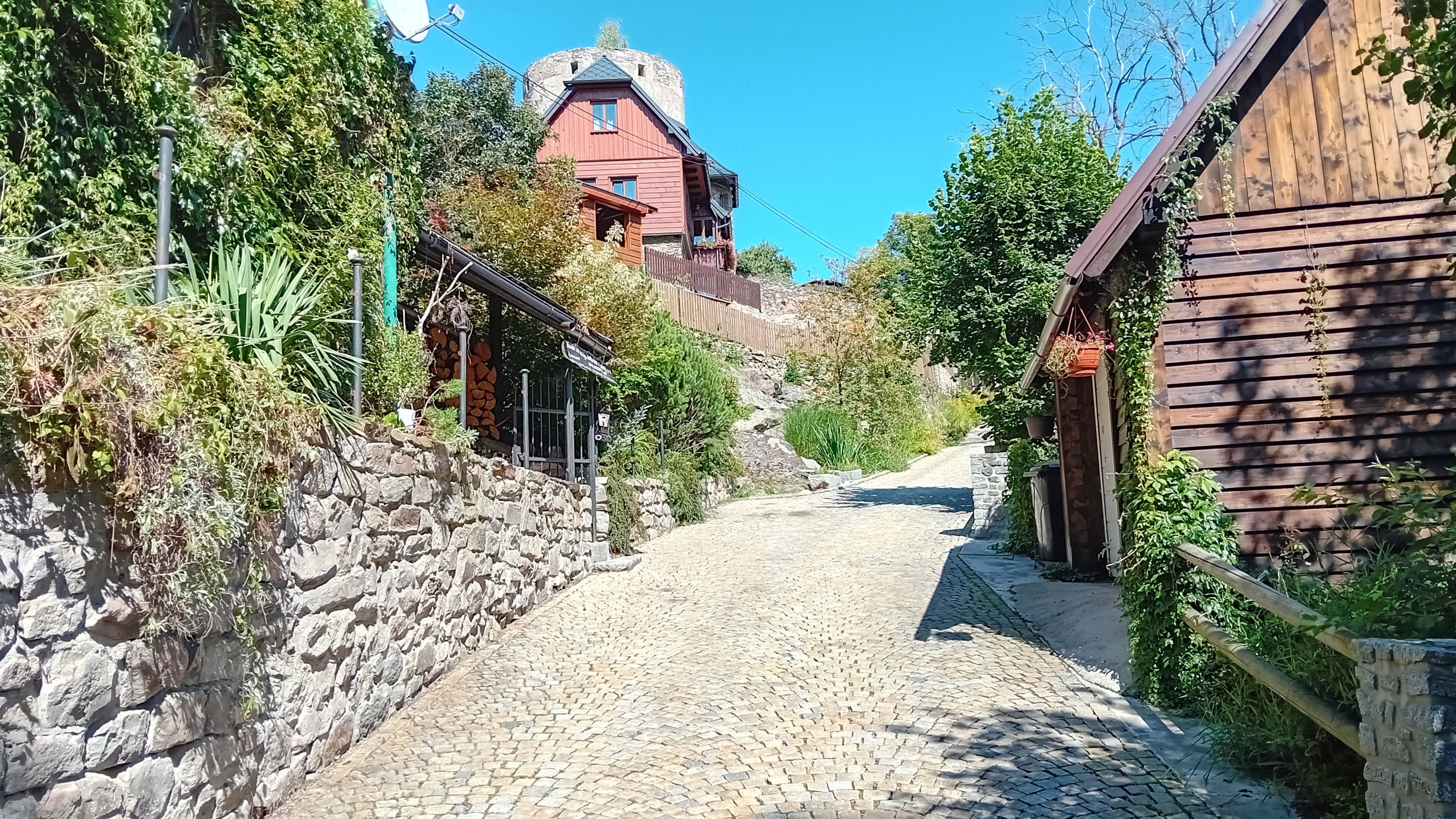
Zlatá stezka

## Partnerská města
- Freyung, Německo